# Луцій Горацій Барбат
Лу́цій Гора́цій Барба́т (лат. Lucius Horatius Barbatus; V століття до н. е.) — політичний та військовий діяч Римської республіки; військовий трибун з консульською владою (консулярний трибун) 425 року до н. е.

## Біографічні відомості
Походив з давнього патриціанського роду Гораціїв, його гілки Барбатів. Про батьків, молоді роки Луція Горація відомості не збереглися.
425 року до н. е. його було обрано військовим трибуном з консульською владою разом з Авлом Семпронієм Атратіном, Луцієм Квінкцієм Цинціннатом і Луцієм Фурієм Медулліном. На цій посаді воював проти міста Вейї і еквів. За підсумками війни було укладено мир з Вейями на 20 років, а з еквами — на 3 роки.
Про подальшу долю Луція Горація Барбата згадок немає.